# Гавирия, Фернандо
Фернандо Гавирия Рендон (исп. Fernando Gaviria Rendon; род. 19 августа 1994, Ла-Сеха, Колумбия) — колумбийский профессиональный шоссейный и трековый велогонщик, выступающий за команду мирового тура «Deceuninck-Quick Step».

## Карьера
Первые шаги в велоспорте Фернандо Гавирия делал на треке. В составе юниорской сборной Колумбии он выиграл две золотые медали на Чемпионате мира в Инверкаргилле (Новая Зеландия) в омниуме и медисоне (в паре с Джорданом Паррой). Также у спортсмена есть чемпионские звания с Панамериканского чемпионата на треке (2013), Игр Центральной Америки и Карибского бассейна (2014) и Южно-Американских Игр (2014), добытые в омниуме.
После успехов на треке Гавирия решил параллельно выступать и в шоссейных велогонках в составе команды Creating Coldeportes-Claro. И успехи не заставили себя долго ждать: в 2014 году колумбиец выиграл групповую шоссейную гонку на Панамериканском чемпионате среди андеров и серебряную медаль  Игр Центральной Америки и Карибского бассейна в гонке с раздельным стартом. В январе 2015 года Фернандо одержал две победы на этапе Тура Сан-Луиса, а после отметился чемпионскими званиями на Панамериканских играх в омниуме и командном преследовании. Кульминаций успеха стала золотая медаль на Чемпионате мира по треку, добытая в любимом омниуме. После таких достижений колумбийцем заинтересовалась команда мирового тура Etixx-Quick Step и подписала Гавирию в свой состав в конце сезона как стажера.
В качестве стажёра Etixx-Quick Step он добился победы на 4 этапе Тура Британии и показал ряд хороших результатов, после чего бельгийская команда продлила сотрудничество с колумбийцем на следующий сезон.
В 2016 году колумбиец одержал победы на этапах Тиррено-Адриатико (этап 3), Тура Польши (этапы 2 и 4) и Тура Сан-Луиса (этап 2), а также завоевал радужную майку чемпиона мира на треке (в омниуме). В 2018 году одержал 2 победы на Тур де Франс 2018 (1-й и 4-й этап).

## Достижения

### Трек
2012
Чемпионат мира U19
1-й  Омниум
1-й  Мэдисон
2013
Чемпионат Панамерики
1-й  Омниум
2-й  Командное преследование
2014
1-й  Омниум, Игры Центральной Америки
1-й  Омниум, Южноамериканские игры
2015
Панамериканские игры
1-й  Омниум
1-й  Командное преследование
1-й  Омниум, Чемпионат мира
2016
1-й  Омниум, Чемпионат мира

### Шоссе
2013
1-й  Боливарианские игры в групповой гонке
2014
1-й  Чемпионат Панамерики U23 в групповой гонке
2-й  Игры Центральной Америки в индивид. гонке
2015
1-й Этапы 1 и 3 Вуэльта Сан-Хуана
1-й Этапы 1 (КГ) и 2 Тур Чехии
1-й Этап 4 Тур Британии
8-й Лондон — Суррей Классик
2016
Тур Прованса
1-й  Очковая классификация
1-й Этап 3
1-й Этапы 1 (КГ) и 2 Вуэльта Сан-Хуана
1-й Этапы 2 и 4 Тур Польши
1-й Этап 3 Тиррено — Адриатико
1-й Примус Классик
1-й Париж — Тур
2-й Джиро дель Пьемонте
2-й Чемпионат Фландрии
6-й Гент — Вевельгем
2017
1-й Чемпионат Фландрии
Джиро д’Италия
1-й  Очковая классификация
1-й Этапы 3, 5, 12 и 13
Тур Гуанси
1-й  Очковая классификация
1-й Этапы 1, 2, 3 и 6
1-й Этапы 1 и 4 Вуэльта Сан-Хуана
1-й Этап 6 Тиррено — Адриатико
1-й Этап 1 Вольта Алгарви
1-й Этап 4 Тур Британии
5-й Милан — Сан-Ремо
8-й  Чемпионат мира в групповой гонке
9-й Гент — Вевельгем
2018
1-й Этапы 1 и 4 Тур де Франс
Тур Калифорнии
1-й  Очковая классификация
1-й Этапы 1, 5 и 7
Колумбия Оро и Пас
1-й  Очковая классификация
1-й Этапы 1, 2 и 3
1-й Этап 1 Вуэльта Сан-Хуана
2019
1-й на этапе 3 Джиро д’Италия
1-й на этапе 2 Тур ОАЭ
1-й на Этапах 1 и 4 Вуэльта Сан-Хуана
2-й Три дня Брюгге — Де-Панне

## Статистика выступлений

### Гранд-туры
|                       | 2017 | 2018  | 2019 |
| Джиро д’Италия        | 129  | НС    |      |
| Выигранные этапы      | 4    | -     |      |
| Очковая классификация | 1    | -     |      |
| Тур де Франс          | НС   | НФ-12 |      |
| Выигранные этапы      | -    | 2     |      |
| Очковая классификация | -    | -     |      |
| Вуэльта Испании       | НС   | НС    |      |
| Выигранные этапы      | -    | -     |      |
| Очковая классификация | -    | -     |      |

НС - не стартовал
НФ - не финишировал (и номер этапа)

## Личная жизнь
Фернандо Гавирия - младший брат Хулианы Гавирии (род. 31.03.1991), бронзовой медалистки Панамериканских игр 2015 года в кейрине и командном спринте, в паре с соотечественницей Дианой Гарсия.